# 常楽院 (板橋区)
常楽院（じょうらくいん）は、東京都板橋区にある真言宗豊山派の寺院。

## 概要
江戸時代初期、賢鏡（1680年寂）によって開山された。山号の「熊野山」という関係からか、区内の前野町の東熊野神社や前野町の西熊野神社や熊野町の熊野神社の別当寺でもあった。
当寺は幕末期に寺子屋を開いている。当寺が所蔵している杉戸絵には、寺子屋の子供のいたずら書きも残されている。
当院周辺は「前野町遺跡」と呼ばれる遺跡があり、多くの弥生土器が出土している。これらの土器は弥生時代末期を象徴する土器ということで「前野町式土器」と呼ばれている。
当院はこの前野町式土器を収蔵していることから、別名「土器寺」と呼ばれている。

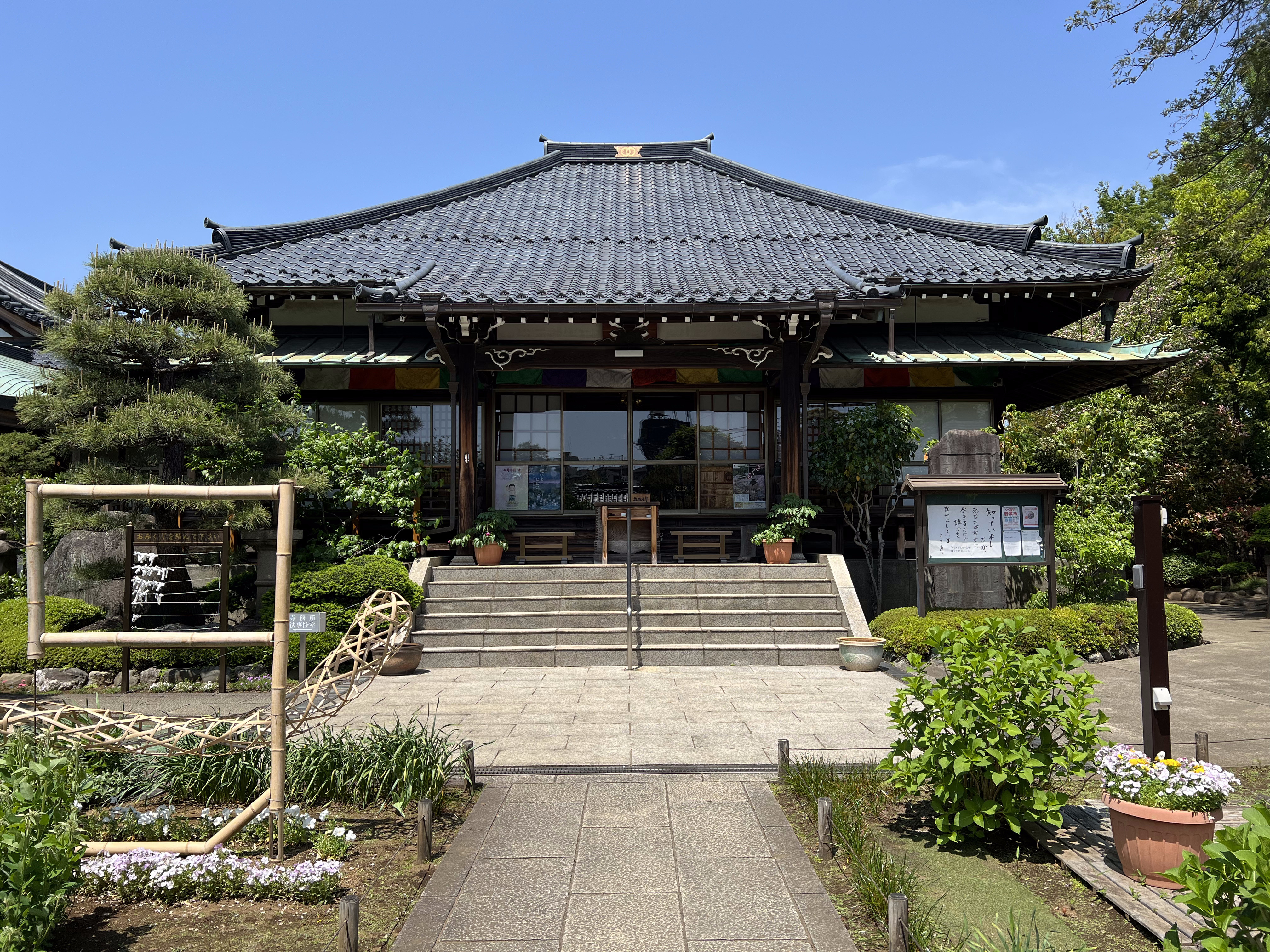
本堂

## 寺宝等
- 不動明王像（本尊）
- 弘法大師像
- 興教大師像
- 釈迦如来像
- 薬師如来像
- 地蔵菩薩像
- 観音菩薩像
- 阿弥陀三尊像
- 円空仏10体
- 杉戸絵8枚
- 六曲一双屏風

## 交通アクセス
- 志村坂上駅より徒歩7分[1]。